# ATP Challenger Vigo
Das ATP Challenger Vigo (offiziell: Concurso Internacional de Tenis) war ein Tennisturnier, das von 2005 bis 2009 jährlich in Vigo, Spanien stattfand. Es gehörte zur ATP Challenger Tour und wurde im Freien auf Sand gespielt. Pablo Andújar ist mit zwei Titeln im Einzel sowie einem Titel im Doppel Rekordsieger des Turniers. Schon 1983 fand an selber Stelle ein Turnier in Vigo statt.

## Liste der Sieger

### Einzel
| Jahr                         | Sieger            | Finalgegner      | Ergebnis      |
| ---------------------------- | ----------------- | ---------------- | ------------- |
| 2009                         | Thiemo de Bakker  | Thierry Ascione  | 6:4, 4:6, 6:2 |
| 2008                         | Pablo Andújar (2) | Marco Crugnola   | 6:1, 3:6, 6:3 |
| 2007                         | Máximo González   | Marc López       | 6:2, 6:4      |
| 2006                         | Pablo Andújar (1) | Fernando Vicente | 7:5, 7:66     |
| 2005                         | Albert Portas     | Iván Navarro     | 6:4, 6:4      |
| 1984–2004: nicht ausgetragen |                   |                  |               |
| 1983                         | Henri de Wet      | Pender Murphy    | 1:6, 6:3, 6:3 |

### Doppel
| Jahr                         | Sieger                          | Finalgegner                                  | Ergebnis         |
| ---------------------------- | ------------------------------- | -------------------------------------------- | ---------------- |
| 2009                         | Thiemo de Bakker Raemon Sluiter | Pedro Clar Rosselló Albert Ramos Viñolas     | 7:5, 6:2         |
| 2008                         | Alessandro Motti Marco Crugnola | Pedro Clar Rosselló Pablo Martín Adalia      | 6:3, 4:6, [10:4] |
| 2007                         | Leonardo Azzaro Lamine Ouahab   | Pablo Santos González Igor Sijsling          | 2:6, 6:4, [10:7] |
| 2006                         | Pablo Andújar Marcel Granollers | Augustin Gensse Horacio Zeballos             | 7:64, 6:1        |
| 2005                         | Lars Uebel Jan Vacek            | Guillem Burniol José Antonio Sánchez de Luna | 6:4, 6:3         |
| 1984–2004: nicht ausgetragen |                                 |                                              |                  |
| 1983                         | Lorenzo Fargas Gabriel Urpí     | Iván Camus Raúl Viver                        | 6:4, 4:6, 6:2    |